# Prodontria minuta
Prodontria minuta är en skalbaggsart som beskrevs av Emerson 1997. Prodontria minuta ingår i släktet Prodontria och familjen Melolonthidae. Inga underarter finns listade i Catalogue of Life.